# Карельский, Герман Борисович
Герман Борисович Карельский (род. 26 июля 1968, Москва, СССР) — российский психолог, сексолог, нарколог, кандидат философских наук и специалист в области трансперсональной психологии. Создатель термина «трансперсональная эстетика».
Пионер в области трансэтического подхода в развивающих практиках предельного опыта и управляемого стресса.
Сертифицированный трансперсональный психотерапевт Европейского Реестра (EUROTAS); 
Член-корреспондент Международной Академии Психологических Наук (МАПН); 
Учредитель и член президиума Ассоциации Трансперсональной Психологии и Психотерапии; 
Сертифицированный ведущий холотропного дыхания международных программ Grof Transpersonal Training (GTT) и Тренинг наследия Грофа® GROF® Legacy Training; 
Сертифицированный специалист Центра по процессуальной работе в Портленде.

## Биография
Герман Карельский родился 26 июля 1968 года в Москве.

### Образование
В 1985 году Герман поступил в Московский радиотехнический колледж имени А. А. Расплетина на специальность «техник-программист», который окончил в 1988 году.
С 1988 по 1993 год Герман Карельский обучался в Московском институте электроники и математики по специальности «инженер-системотехник».
В 2000 году получил специальность «практический психолог» и звание «магистр психологии» в Международной Академии Психологических Наук.
В 2001 году получил учёную степень кандидата философских наук в Московском государственном университете им. Ломоносова.

### Обучение
В конце 1980 годов Карельский увлекся ушу и другими восточными единоборствами, что пробудило у Германа интерес к религиозно-философским учениям Востока и холистическим направлениям западной психологии.
В начале 1990 годов Герман Карельский занялся ребефингом. Обучался и работал в Ассоциации Свободного Дыхания, прошел сертификационную программу под руководством В. Майкова по холотропному дыханию в Учебно-методическом Центре «Психотерапия» (1994).
В 2000 году получил специальность «практический психолог» и звание «магистр психологии» в Международной Академии Психологических Наук (Ярославль / Санкт-Петербург), научный руководитель — профессор Владимир Козлов. Тема выпускной работы — «Холотропное дыхание, как базовый метод коррекции личности опийного наркомана».
Параллельно Герман учился в аспирантуре философского факультета МГУ, защитил диссертацию по тематике «Эстетические особенности переживаний в изменённых состояниях сознания». В своей работе он ввел и обосновал термин «трансперсональная эстетика», став фактически родоначальником в этой области знания.
Также 1990 годах Герман Карельский обучался на семинарах Станислава Грофа (холотропное дыхание), Керка Ректора (холодинамика), Стэнли Криппнера (осознанное сновидение и личностная мифология), Джима Леонарда (вайвэйшн), Дэна Брюле (ребёфинг), Майкла Харнера (шаманские практики), Мишеля Одена (духовное акушерство), имеет посвящение Reiki.
Герман получил буддистское прибежище у Чоки Нима Ринпоче; участвовал в ретритах Намкая Норбу Ринпоче , Патрула Ринпоче и Ньичанга Ринпоче.
С 2000 года Карельский проходил трехлетний курс Арнольда Минделла по процессуально-ориентированной психотерапии.

### Профессиональная деятельность
Профессиональная деятельность Германа Карельского, связанная с трансперсональной психологией, началась в 1992 году. Будучи директором «Центра психокоррекции», он организовывал в Москве семинары ведущих отечественных и зарубежных психологов.
С 1994 года Герман стал самостоятельно проводить тренинги и конференции по дыхательным психотехникам. В это же время им, совместно с Алексеем и Татьяной Саргунасами (центр «АКВА»), была разработана совместная обучающая программа по духовному акушерству и перинатальной психологии. В течение двух с половиной лет Герман Карельский проводил семинары по подготовке профессионалов в этой области.
В 1996 году объединённая команда специалистов среди которых были Г. Карельский , А. и Т. Саргунас, Д. и С. Акимовы, М. Пайст и др. приняла активное участие в создании холистического центра «Пангея».
Герман стал одним из тех, кто во многом способствовал возвращению в Россию «опального» Игоря Чарковского и приезду в 1996 году в РФ известного специалиста по альтернативному акушерству Мишеля Одена, который прочитал в Москве курс лекций и стал участником первой международной конференции «Акушерство Духа».
С 1997 года Герман Карельский руководит проектом «Сталкер», в рамках которого, объединяющий трансперсональных психологов, проводятся конференции и обучающие тренинги по интегративным психотехнологиям и осуществляется реабилитационная работа с наркоманами.
В 2001 году программа реабилитации наркозависимых, разработанная Германом Карельским, Галиной Лабковской и Ириной Зингерман, и основанная на трансперсональных психотехниках и древних духовных практиках, получила диплом ВВЦ и выиграла грант Правительства Москвы на внедрение в Северо-Западном административном округе столицы. Эта программа стала самой эффективной программой по работе с наркоманами (выход на годовую ремиссию наркозависимых составлял 60 % против обычных 5-10 %).
В 2006—2007 годах Герман прошёл обучение у шаманов Перу. В эти же годы начал активно проводить консультационную работу и тренинги в США, Великобритании и Турции.
В 2008 году Герман стал сертифицированным трансперсональным психотерапевтом Европейского Реестра EUROTAS, а в 2009 году он завершил обучение у Станислава Грофа и Тэва Спаркса и сертифицировался как ведущий холотропного дыхания международной программы Grof Transpersonal Training (GTT).
С 2014 года Герман Карельский занимает должность Президента Российской Ассоциации Трансперсональной Психологии и Психотерапии. Проводит конференции, тренинги по России и в Латвии, ведёт частные консультационные приёмы, а также выступает на телевидении.
В 2015 году награждён дипломом члена-корреспондента Международной Академии Психологических Наук и в декабре этого же года Герман получает повышение квалификации по сексологии.
В настоящее время, Герман Карельский преподаёт в Институте психоанализа (Москва) и Институте коучинга (Санкт-Петербург).

## Научные труды

### Публикации
- 1997 — «Трансперсональная психология и холотропное дыхание»;
- 1997 — «Технологии успеха»;
- 1998 — «Эстетические особенности переживаний в изменённых состояниях сознания»[2];
- 1998 — «Изменённые или холотропные состояния сознания»;
- 1998 — «Картография внутреннего пространства»;
- 1998 — «Синестетические переживания в холотропных состояниях сознания»;
- 1999 — «Глубинные причины наркомании»;
- 1999 — «Использование принципов перинатальной динамики в программе психолого-социальной реабилитации наркозависимых»;
- 2000 — «Возможные перинатальные предпосылки наркозависимости»;
- 2001 — «Использование метафоры в описании опыта переживаний холотропных состояний сознания»;
- 2001 — «Воспитание в семье как причина наркомании»;
- 2001 — «Личность и её трансформация в интенсивных интегративных психотехнологиях (ИИПТ)».

### Книги
- 2002 — Книга в соавторстве с доктором психологических наук, профессором Владимиром Козловым — «Возвращение к жизни — интегративный подход к реабилитации наркозависимых».

## Награды
- 2001 — Дипломы II Международной Выставки «Планета и Здоровье 2001» за использование трансперсональных технологий в профилактике и реабилитации наркозависимых, за комплексную программу по профилактике химической зависимости среди подростков;
- 2001 — Победитель конкурса Правительства Москвы за комплексную программу по профилактике нарко- и химической зависимости среди подростков (совместно с Г.Лабковской и И.Зингерман);
- 2015 — Диплом члена-корреспондента Международной Академии Психологических Наук.